# Bạch Khởi
Bạch Khởi (chữ Hán: 白起; 332 TCN – 257 TCN) là tướng lĩnh quân sự Trung Quốc cổ đại, làm việc cho nước Tần thời Chiến Quốc. Bạch Khởi được xem là một trong 4 nhà cầm quân tài ba nhất thời Chiến Quốc, 3 người còn lại là Vương Tiễn, Liêm Pha và Lý Mục. Khởi chỉ huy quân đội Tần hơn 30 năm, nhiều lần đánh bại Tam Tấn (tức 3 nước Hàn, Triệu, Nguỵ lân bang Tần) và Sở, đỉnh điểm là trận Trường Bình, tại đây Khởi đồ sát 45 vạn quân Triệu. Những thắng lợi quân sự của Bạch Khởi đã đặt nền tảng cho việc thống nhất Trung nguyên, công cuộc được hoàn tất vào thời Tần Thủy Hoàng. Sinh thời Bạch Khởi được phong tước Vũ An quân (武安君), giữ chức Đại lương tạo, chức quan coi hết việc quân của nước Tần. Do Bạch Khởi giết nhiều người nên người đương thời gọi là Nhân đồ (人屠).

## Tiểu sử

### Xuất thân
Liên quan tới thân thế của Bạch Khởi, sách Tân Đường thư, quyển bảy mươi lăm hạ, "Tể tướng thế hệ biểu" chép rằng ông là hậu duệ của danh tướng Bạch Ất Bính của Tần Mục Công thời Xuân Thu. Bạch Ất Bính vốn tên thật là Kiển Bính, con cháu của ông lấy Bạch Ất làm họ, sau giản lược thành họ Bạch. Một trong những hậu duệ nhiều đời của ông chính là Bạch Khởi. Tuy nhiên, theo lời tự thuật của thi nhân sống vào thời nhà Đường là Bạch Cư Dị trong tác phẩm Cố Củng Huyện lệnh Bạch phủ quân sự trạng của mình thì có ghi chép tổ tiên Bạch Khởi là Công tử nước Sở Bạch công Thắng, cháu nội của Sở Bình Vương. Bạch công Thắng mưu phản buộc phải tự sát, con của ông buộc phải trốn sang nước Tần. Kể từ đó, hậu duệ đều làm tướng nước Tần và Bạch Khởi là một trong số đó.
Năm 318 TCN, Trận Hàm Cốc lần thứ nhất nổ ra giữa Tần và liên minh năm nước Hàn, Triệu, Ngụy, Sở, Yên. Bạch Khởi năm đó mới 15 tuổi, gia nhập quân đội dưới trướng Sư Lý Tật. Khởi lần đầu ra trận, nhưng tỏ ra vô cùng dũng cảm, võ nghệ xuất chúng trong đám tân binh nên được Sư Lý Tật để mắt tới. Nghe tin quân Sở tiến đến Hàm Cốc quan, Bạch Khởi cùng với Ngụy Nhiễm được giao nhiệm vụ đi do thám quân Sở, bắt tù binh đem về để khai thác thông tin. Tuy nhiên, Khởi và Nhiễm lại bị lạc đường về phía nam, tình cờ gặp được quân tiếp viện của nước Sở dưới trướng công tử Tử Lan đang chở theo lương thảo đến tiếp viện. Nhân lúc đêm tối, Khởi và Nhiễm phóng hỏa đốt cháy toàn bộ quân lương của Sở. Vua Sở vốn không hào hứng với việc hợp tung chống Tần, bèn viện cớ này để lui quân. Khi trở về quân doanh, Bạch Khởi và Ngụy Nhiễm cùng được thăng lên Bách phu trưởng và được theo Sư Lý Tật trong những năm chinh chiến sau đó.
Bạch Khởi sở hữu một khuôn mặt nhọn, đôi mắt sắc lẹm. Ông hành động quyết đoán, phân tích thấu triệt mọi việc, có ý chí cầu tiến, đồng thời là một người giỏi dùng binh và có mối quan hệ rất tốt với quan tướng quốc mới nhậm chức là Nhương hầu Ngụy Nhiễm.

### Thắng lợi tại Y Khuyết
Năm 294 TCN, Tần Chiêu Tương Vương bổ nhiệm Bạch Khởi làm Tả thứ trưởng, dẫn quân tấn công nước Hàn, chiếm được Tân Thành (nay là Y Xuyên, Hà Nam). Chiến dịch đó đã thể hiện tài năng quân sự vượt trội của ông, được Ngụy Nhiễm rất mến mộ. Vào năm sau, dựa vào sự tiến cử của Ngụy Nhiễm, Bạch Khởi được thăng làm Tả canh (左更), thay thế Hướng Thọ làm chủ tướng. Cùng năm đó, các nước Hàn, Ngụy và triều đình Đông Chu liên minh với nhau, cử Công Tôn Hỉ nước Nguỵ làm chủ soái, dẫn binh tiến đến Y Khuyết (nay là trấn Long Môn, Lạc Dương, Hà Nam), cùng quân Tần giằng co. Trong trận đánh này, về mặt quân số, số lượng binh sĩ nước Tần chỉ chưa bằng một nửa liên quân Hàn – Ngụy. Bên phía liên quân, quân Hàn vốn yếu thế nên hy vọng quân Ngụy chủ động tiến công, trong khi quân Ngụy thì muốn dựa vào sự tinh nhuệ của quân Hàn nên muốn để quân Hàn xung phong. Lợi dụng hai nước Hàn, Ngụy muốn bảo lưu thực lực, trốn tránh lẫn nhau, không muốn giao chiến, Bạch Khởi trước hết bày nghi binh kìm chân quân chủ lực nước Hàn, sau đó tập trung binh lực tấn công bất ngờ quân Ngụy. Quân Hàn sau khi thấy quân Ngụy bị đánh bại đã buộc phải rút quân. Quân Tần thừa thắng truy kích, dành được thắng lợi lớn. Tại trận Y Khuyết, quân Tần giết tổng cổng 24 vạn người, trong đó có Công Tôn Hỉ, chiếm được Y Khuyết cùng 5 tòa thành trì. Nước Tần lên kế hoạch tấn công Tây Chu, nhưng bất thành sau một loạt hoạt động ngoại giao của nước Tây Chu. Sau thắng lợi tuyệt đối trước liên quân Hàn, Ngụy, Bạch Khởi được thăng chức Quốc úy. Cùng năm đó, lợi dụng thất bại của Hàn, Ngụy tại Y Khuyết, ông một lần nữa dẫn binh vượt sông Hoàng Hà, đoạt được một vùng đất rộng lớn kéo dài từ An Ấp (nay là tây bắc Hạ Huyện, Sơn Tây) đến Càn Hà.
Vào khoảng năm 292 TCN, sau khi được thăng làm Đại lương tạo, Bạch Khởi dẫn quân tiến đánh nước Ngụy, chiếm được Ngụy Thành (phía đông Vĩnh Tế, Sơn Tây ngày nay), công hạ Viên Ấp (đông nam Viên Khúc, Sơn Tây ngày nay) nhưng không chiếm. Năm 291 TCN, ông tiến đánh nước Hàn, chiếm được Thủ Uyển (nay là Uyển Thành, Nam Dương, Hà Nam), Diệp (nay là Diệp, Hà Nam). Năm 290 TCN, Bạch Khởi cùng Tư Mã Thác hợp binh công đánh Viên Ấp một lần nữa. Năm tiếp đó, ông lại dẫn quân tiến công nước Ngụy, chiếm được hai thành là Bồ Phản (phía bắc Vĩnh Tế, Sơn Tây ngày nay), Bì Thị (Hà Tân, Sơn Tây ngày nay). Năm 282 TCN, Bạch Khởi tiến đánh nước Triệu, chiếm được Tư Thị (phía nam Phần Dương, Sơn Tây ngày nay) cùng Ly Thạch (nay là Ly Thạch, Lữ Lương, Sơn Tây). Cùng năm đó, ông dẫn binh ra Hào Sơn, vây hãm kinh đô nước Ngụy là Đại Lương (nay là Khai Phong, Hà Nam), vua Tây Chu sợ gặp nguy hiểm nên đã phái Tô Lệ dẫn tích Dưỡng Do Cơ để du thuyết Bạch Khởi. Ông vì vậy đã cáo bệnh mà triệt binh. Năm 280 TCN, Bạch Khởi lại một lần nữa tiến đánh nước Triệu, chém được hơn 3 vạn thủ cấp, chiếm Đại huyện (phía đông Úy huyện, Hà Bắc ngày nay) cùng thành Quang Lang (phía tây Cao Bình, Sơn Tây ngày nay).

### Tiến vào Dĩnh Đô
Chính trị nước Sở dưới thời Khoảnh Tương Vương đã trở nên suy đồi. Vua Sở không sửa sang quốc sự, quần thần ghen ghét tranh giành kèn cựa, tìm cách dèm pha nhau để được trọng dụng. Trung thần không được vua dùng, nội bộ bách tính trong nước lục đục. Về mặt quân sự, người Sở lơi lỏng phòng bị, thành trì lâu năm không được tu sửa. Để có thể toàn lực tấn công nước Sở, Bạch Khởi hộ tống Tần Chiêu Tương Vương đến hội kiến Triệu Huệ Văn vương tại Mẫn Trì (nay là Mẫn Trì, Hà Nam) ký kết hòa ước, hai nước tạm thời bãi binh ngưng chiến, không xâm phạm lẫn nhau. Bạch Khởi sau khi phân tích tình hình hai nước Tần, Sở, đã quyết định áp dụng chiến lược tấn công trực tiếp vào Dĩnh Đô, trung tâm quyền lực nước Sở. Năm 279 TCN, quân Tần xuôi theo sông Hán Thủy tiến vào nước Sở, chiếm được các cứ điểm quan trọng ven sông. Nhằm thể hiện quyết tâm cũng như khích lệ tướng sĩ quyết tử, Bạch Khởi hạ lệnh dỡ cầu, đốt thuyền, cắt đứt đường rút lui, đồng thời tìm kiếm lương thực dọc đường để bổ sung quân lương. Quân Sở vì chiến đấu trên quê nhà, chỉ quan tâm đến gia đình của mình, không có ý chí chiến đấu, nên không có cách nào để ngăn chặn bước tiến vũ bão của quân Tần, liên tục phải chuốc lấy thất bại. Quân Tần di chuyển thần tốc, nhanh chóng chiếm được Đặng thành (nay là Tương Dương, Hồ Bắc), khu vực trọng yếu tại lưu vực sông Hán Thủy, rồi tiến đến thành Yên (đông nam Nghị thành, Hồ Bắc ngày nay), biệt đô của nước Sở. Khoảng cách từ Yên thành đến kinh đô nước Sở Dĩnh Đô (nay là Giang Lăng, Hồ Bắc) là cực kỳ gần. Quân Sở tập trung trọng binh tại đây để ngăn chặn quân Tần xuôi nam. Khi quân Tần mãi không thể tiến lên, Bạch Khởi nhân lúc mùa lũ đã lợi dụng nước sông Man Hà chảy từ Tây Sơn trường cốc ở phía tây thành về hướng đông của thành để mà đắp đê trữ nước. Ông sau đó hạ lệnh cho binh sĩ đào một con kênh dài hơn trăm dặm dẫn đến Yên Thành rồi phá mở kênh, dẫn nước vào thành. Góc đông bắc của Yên thành bị ngập trong nước nên bị sụp, quân dân trong thành chết đuối mấy chục vạn người. Sau khi công phá Đặng thành và Yên thành, Bạch Khởi đã ra lệnh ân xá tội phạm dời đi lưỡng địa, rồi xuất binh công chiếm Tây Lăng (nay là Tân Châu, Vũ Hán).
Năm 278 TCN, Bạch Khởi lại một lần nữa tấn công nước Sở, chiếm được Dĩnh Đô, thiêu hủy khu lăng mộ của các vua Sở ở Di Lăng (nay là Di Lăng, Nghi Xương, Hồ Bắc). Ông sau đó hướng về phía đông tiến đến Cảnh Lăng (nay là Tiềm Giang, Hồ Bắc), Sở Khoảnh Tương vương chống cự không nổi phải thiên đô về đất Trần (nay là Hoài Dương, Hà Nam) để cố thủ. Quân Tần sau cuộc chiến lần này đã chiếm lĩnh khu vực đầm lầy xung quanh hồ Động Đình, một vùng đất rộng lớn kéo dài từ sông Dương Tử ở phía nam cho đến An Lục (nay thuộc địa phận hai huyện Vân Mộng và An Lộc, Hồ Bắc) ở phía bắc. Cũng tại đây, nước Tần đã lập ra Nam Quận, Bạch Khởi cũng được thu phong tước vị Vũ An quân nhờ những chiến công của mình. Năm sau đó, Tần Chiêu Tương vương lại bổ nhiệm Bạch Khởi làm chủ tướng, quận trưởng Thục quận Trương Nhược làm phó tướng, bình định đất Vu, đất Kiềm của nước Sở, lập ra quận Kiềm Trung.。 Chỉ nhờ vào sự điều giải của Xuân Thân quân mà Tần vương mới chịu kết minh, đình chiến cùng nước Sở.

### Trận Hoa Dương
Năm 276 TCN, Bạch Khởi chỉ huy binh mã tiến đánh nước Nguỵ, đoạt được hai tòa thành trì. Năm 273 TCN, Triệu, Ngụy hai nước liên thủ, tấn công Hoa Dương nước Hàn (phía nam Trịnh Châu, Hà Nam ngày nay). Nước Hàn không còn cách nào khác, đành phải phái Trần Thệ sang Tần cầu cứu Ngụy Nhiễm. Ngụy Nhiễm thỉnh cầu Tần Chiêu Tương Vương xuất binh. Bạch Khởi cùng Khách khanh Hồ Dương được lệnh dẫn quân sang cứu Hàn. Quân Tần chủ trương tấn công bất ngờ, trong vòng 8 ngày đột nhiên xuất hiện tại chiến trường Hoa Dương, sau đó lợi dụng sự không chuẩn bị của liên quân Triệu và Ngụy mà bất ngờ tấn công, dành được thắng lợi. Trong trận này, quân Tần bắt được ba tướng lĩnh, chém đầu 13 vạn quân Ngụy, tướng Nguỵ Mang Mão phải bỏ trốn. Về phía quân Triệu, tướng Giả Yển bị đánh bại, bị giết 2 vạn người tháo chạy qua sông. Nước Tần chiếm lĩnh Hoa Dương rồi thừa thắng đánh chiếm Quyển (nay là Nguyên Dương, Hà Nam), Thái (nay là tây nam Thượng Thái, Hà Nam), Trung Dương (nay là đông Trịnh Châu, Hà Nam), Trường Xã (nay là Trường Xã, Hà Nam) của nước Ngụy cùng Quan Tấn (phía tây Quan Thành, Sơn Đông ngày nay) của nước Triệu. Bạch Khởi lại dẫn quân vượt qua Bắc Trạch (phía bắc Trịnh Châu, Hà Nam ngày nay), tiến hành vây hãm kinh đô Đại Lương của Ngụy. Chỉ sau khi quan Đại phu Tu Giả nước Nguỵ du thuyết Ngụy Nhiễm và Ngụy An Ly Vương phái Đoạn Cán Sùng cắt quận Nam Dương, quân Tần mới bãi binh. Nước Tần sau đó đem Quan Tấn trả lại cho nước Triệu, hẹn hai nước cùng nhau tiến đánh nước Tề.

### Trận Hình Thành
Người nước Ngụy là Phạm Thư vì bị hãm hại nên trốn đến nước Tần, được Tần Chiêu Tương Vương trọng dụng. Phạm Thư thấy nước Tần nhiều lần đem quân sang đánh Hàn, Ngụy, nhưng thành công thu về được là rất nhỏ, nên đã hiến kế "Xa thân, gần đánh": dùng ân uy để thân cận với Hàn và Ngụy, dùng sức mạnh để uy hiếp hai nước Sở và Triệu, làm cho nước Tề sợ hãi khiến họ chủ động phụ thuộc nước Tần. Sau khi nước Tề đã phụ thuộc rồi thì chuyển hướng sang Hàn và Ngụy, phát động tấn công, mở rộng lãnh thổ. Tần Chiêu Tương Vương nghe theo đề nghị của Phạm Thư, quyết định tiến đánh hai nước Hàn và Ngụy.
Vào khoảng năm 264 TCN, Tần Chiêu Tương Vương lệnh Bạch Khởi tấn công Hình Thành (đông bắc Khúc Ốc, Sơn Tây ngày nay), Phần Thành (phía bắc Lâm Phần, Sơn Tây ngày nay) của nước Hàn, chém 5 vạn thủ cấp, rồi cho xây dựng công sự phòng ngự xuôi theo sông Phần đến Quảng Vũ (phía tây Đại Huyền, Sơn Tây ngày nay). Năm tiếp đó, Bạch Khởi lại đem quân phong tỏa các con đường ở phía nam núi Thái Hành và phía bắc sông Hoàng Hà.

### Đại chiến tại Trường Bình
Năm 262 TCN, nước Tần xuất binh tiến công thành Dã Vương của nước Hàn (nay là Thấm Dương, Hà Nam), thế như chẻ tre. Thành Dã Vương nhanh chóng đầu hàng,  cắt đứt con đường nối liền giữa quận Thượng Đảng và kinh đô nước Hàn (nay là Tân Trịnh, Hà Nam), khiến quân Hàn ở Thượng Đảng bị cô lập. Hàn Hoàn Huệ vương rơi vào tình thế khủng hoảng, liền phái Dương Thành quân đi sứ nước Tần, cắt quận Thượng Đảng để cầu hòa. Vì Quận thủ Cận Thẩu của Thượng Đảng không muốn hàng Tần, nên vua Hàn buộc phải phái Phùng Đình đến thay thế Cận Thẩu. Tuy nhiên, bản thân Phùng Đình cũng không muốn hàng Tần, nên đã lập kế hoạch với bách tính huyện Thương Dương và nói: 
"Đường tới nước Hàn đã bị cắt đứt, quân đội nước Tần lại đang tiến vào mà nước Hàn không thể ứng cứu. Chi bằng đem Thượng Đảng dâng cho nước Triệu. Nước Triệu nếu tiếp nhận ta, khiến nước Tần tức giận, nhất định sẽ tiến đánh nước Triệu. Mà nếu nước Triệu bị tấn công bằng vũ lực, ắt phải thân cận với nước Hàn. Hàn, Triệu hai nước liên hợp lại, ắt sẽ chặn được Tần."
Thế rồi ông liền phái sứ giả đến dâng thư hàng cho vua Triệu. Triệu Hiếu Thành vương cùng Bình Dương quân Triệu Báo thương nghị việc này, Bình Dương quân nói: 
"Thánh nhân coi vô cớ được lợi là tai họa. Còn Tần thì lại cho rằng, đất Thượng Đảng họ muốn lấy thì dễ như trở bàn tay. Phùng Đình không đem Thượng Đảng giao cho nước Tần, là vì muốn giá họa cho nước Triệu. Tiếp nhận nó chỉ mang lại nhiều tai họa hơn là lợi ích".
Vua Triệu lại triệu kiến Bình Nguyên quân Triệu Thắng cùng Triệu Vũ đến thương nghị, hai người này nói: 
"Động viên trăm vạn quân tác chiến, qua năm nọ đến năm kia, còn chưa lấy nổi một tòa thành trì, nay không phí một tên quân, một đấu lương mà được mười bảy thành, đó là mối lợi không gì bằng, đại vương chớ nên bỏ lỡ!"
Triệu Hiếu Thành vương nói: 
"Tiếp nhận đất Thượng Đảng, nước Tần nhất định tấn công, ai có thể đứng ra ngăn cản?"
Bình Nguyên quân trả lời: 
"Liêm Pha dũng mãnh thiện chiến, yêu mến tướng sĩ, có thể bổ nhiệm."
Vua Triệu nghe lời, liền thảo chiếu, phong Phùng Đình làm Hoa Dương Quân, phái Bình Nguyên quân đến Thượng Đảng nhận đất, đồng thời hạ lệnh Liêm Pha đóng quân ở Trường Bình (phía tây bắc Cao Bình, Sơn Tây ngày nay).
Năm 261 TCN, nước Tần phái binh công chiếm các thành Câu Thị (nay là Câu Thị, Ngã Sư, Hà Nam), cùng Luân Thị (tây nam Đăng Phong, Hà Nam ngày nay) của nước Hàn. Năm sau, Tần Chiêu Tương Vương lại phái Thứ trưởng Vương Hột đánh chiếm Thượng Đảng. Bách tính thành Thượng Đảng lộn xộn đào vong sang nước Triệu. Quân Triệu ở Trường Bình tiếp ứng cho bách tính Thượng Đảng. Tháng 4 năm đó, Vương Hột mang quân tấn công quân Triệu ở Trường Bình, nghênh chiến Liêm Pha. Hai bên thường xuyên có giao chiến nhỏ lẻ với nhau, binh lính Triệu tấn công quân trinh sát của Tần, quân Tần chém được phó tướng của Triệu là Bì tướng quân, chiến sự ngày càng leo thang. Tháng 6, quân Tần công phá trận địa của Triệu, đánh hạ hai tòa thành, bắt được bốn sĩ quan cấp úy. Liêm Pha sau đó đào hào đắp lũy, cố thủ trong doanh trại, đợi quân Tần hết lương thảo thì ắt phải lui binh. Dù cho quân Tần nhiều lần khiêu chiến, quân Triệu vẫn thủ vững không chịu rời trại giao chiến. Lúc này lương thảo quân Tần đã gần hết, nhưng Triệu Hiếu Thành vương vẫn nhiều lần chỉ trích Liêm Pha không chịu giao chiến. Thừa tướng nước Tần là Phạm Thư mới phái người sang nước Triệu thi hành kế phản gián, tâu lên vua Triệu rằng: 
"Liêm Pha già cả, nhút nhát, không dám đụng độ quân Tần. Trong các tướng Triệu thì quân Tần chỉ sợ một mình Triệu Quát, con Mã Phục quân Triệu Xa mà thôi."
Vua Triệu vốn tức giận vì thấy Liêm Pha cứ cầm cự mãi, liền tin lầm kế phản gián của nước Tần, nên đã hạ chiếu lệnh Triệu Quát đến thay Liêm Pha. Tần Chiêu Tương vương biết được Triệu Quát đảm nhiệm chức chủ tướng, liền bí mật phái Bạch Khởi đến thay Vương Hột làm chủ tướng. Bạch Khởi đảm nhiệm chức Thượng tướng quân, Vương Hột làm phó tướng, đồng thời nghiêm lệnh trong quân không được để lọt tin tức, nếu không giết chết bất luận tội. Triệu Quát sau khi trở thành chủ tướng quân Triệu ở Trường Bình, liền thay đổi phương châm tác chiến trước đây, bãi bỏ hết những sắp xếp nhân sự của Liêm Pha, lại phá bỏ tháo dỡ những công sự mà Liêm Pha xây dựng, chủ động tấn công quân Tần. Quân Tần giả vờ chiến bại tháo chạy, quân Triệu thừa thắng xông lên, quyết đuổi đến doanh trại của Tần. Tuy nhiên doanh trại quân Tần mười phần kiên cố, nên quân Triệu mãi không thể công hạ. Bạch Khởi liền lệnh cho một đội gồm 25.000 người tập kích đường lui của quân Triệu, lại lệnh cho 5.000 kỵ binh đánh thọc thẳng vào doanh trại trung tâm của quân Triệu, chia cắt quân Triệu làm hai. Bạch Khởi đồng thời chặn đứng đường tiếp lương của quân Triệu và nhiều lần cử binh lính vũ trang nhẹ tấn công kích quân chủ lực của Triệu. Phía Triệu vì tác chiến thất bại, nên phải đắp lũy cố thủ trong trại đợi viện binh đến. Tần Chiêu Tương vương biết được đường vận lương của quân Triệu đã bị cắt đứt, liền đích thân đến Hà Nội, cổ vũ động viên, gia phong tước vị cấp 1 cho dân chúng địa phương, tổng động viên thanh niên trai tráng 15 tuổi trở lên trong cá nước tập trung đến chiến trường Trường Bình, chặn đứng đường tiếp viện của nước Triệu.
Đến tháng 9, quân chủ lực nước Triệu đã bị cạn lương thực 46 ngày, binh sĩ tương tàn, ăn thịt lẫn nhau. Triệu Quát đem quân Triệu còn lại tổ chức thành bốn đội, thay nhau tiến công bốn, năm lần nhưng vẫn không thể phá vòng vây. Cuối cùng Triệu Quát đành đích thân dẫn một cánh quân tinh nhuệ liều chết đi phá vây, hy vọng mở đường máu thoát ra, kết quả bị loạn tiễn của quân Tần bắn chết. Nghe tin Triệu Quát tử trận, quân Triệu không còn tinh thần chiến đấu, hơn 20 vạn người đều buông vũ khí đầu hàng. Bạch Khởi bàn với các thủ hạ rằng: 
"Nhân dân nước Triệu thay đổi thất thường, trước đó Tần đánh hạ Thượng Đảng, nơi đó dân chúng lại tất cả đều chạy về Triệu quốc. Nếu như không toàn bộ giết chết bọn hắn, chỉ sợ sinh thêm sự cố."
Để lừa quân Triệu, Bạch Khởi đem hàng tốt chia làm mười doanh, sai 10 viên tướng thống suất, hợp với 20 vạn quân Tần, đều cho trâu rượu, ăn uống và nói rằng ngày mai Vũ An quân sẽ lựa chọn quân Triệu, người nào khoẻ mạnh đánh trận được, thì cấp cho khí giới và đem về nước Tần sai dụng, còn người già yếu đều cho về Triệu. Quân Triệu mừng rỡ. Rồi ông bí mật lệnh cho quân Tần đều dùng vải trắng phủ đầu làm dấu hiệu nhận diện. Quân Tần theo lệnh, cùng ra tay một lúc. Binh lính nước Triệu vì không biết có lệnh ấy, lại không có khí giới, nên đều bó tay chịu chết. Toàn bộ quân Triệu trong một đêm đều bị chém chết cả, chỉ chừa lại duy chỉ 240 người còn ít tuổi quay về nước Triệu báo tin. Cả trong và sau trận Trường Bình, quân Triệu bị giết cả thảy hơn 450.000 người, người nước Triệu sau khi được tin trên dưới đều khiếp đảm. Sau khi chiến tranh kết thúc, quân Tần dọn dẹp chiến trường thu thập đầu lâu, bởi vì đầu lâu quá nhiều mà chồng chất thành đài, gọi là "Bạch Khởi đài".

### Thất thế
Sau trận Trường Bình, quân chủ lực nước Triệu bị xóa sổ, cả nước trên dưới đều chìm trong nỗi thống khổ mất đi người thân. Năm 259 TCN, một lần nữa công chiếm quận Thượng Đảng, đồng thời chia làm ba đường: một đường do Vương Hột chỉ huy đánh hạ thành Vũ An (nay là tây nam Vũ An, Hà Bắc), Bì Lao (đông bắc huyện Dực Thành, Sơn Tây ngày nay) áp sát kinh đô Hàm Đan của nước Triệu, một cánh do Tư Mã Ngạnh chỉ huy tiến về phía bắc để bình định quân Thái Nguyên, một cánh do Bạch Khởi đích thân chỉ huy, đóng giữ Thượng Đảng, chờ thời cơ tiến vây kinh thành Hàm Đan, tạo ra thế chiến lược uy hiếp nước Triệu từ hướng Tây sang hướng Đông để tiêu diệt nước Triệu. Hai nước Hàn, Triệu rơi vào tình thế khủng hoảng, Hàn Hoàn Huệ vương quyết định cắt đất cầu hòa, còn Triệu Hiếu Thành vương đích thân cùng đại thần Triệu Hách sang Tần bái kiến Tần Chiêu Tương vương, ước định cắt nhường 6 tòa thành trì để cùng nước Tần hòa đàm. Hai nước cũng điều động sứ giả, mang theo nhiều của cái đến đút lót cho Thừa tướng nước Tần là Phạm Thư. Thư sợ công lao của Bạch Khởi quá lớn sẽ ảnh hưởng tới sự nghiệp của mình nên đã lấy lý do binh sĩ đã chinh chiến vất vả, cần tĩnh dưỡng để thuyết phục Tần Chiêu Tương vương chấp thuận lời cầu hòa của hai nước Hàn, Triệu. Vua Tần nghe theo đề nghị của Phạm Thư, đồng ý để Hàn cắt nhường Viên Ung (tây bắc huyện Nguyên Dương, Hà Nam ngày nay) còn Triệu cắt nhường sáu tòa thành để làm điều kiện đàm phán hòa bình. Vào tháng giêng, hai bên quyết định ngưng chiến. Bạch Khởi biết chuyện, phát sinh mâu thuẫn cùng Phạm Thư.
Triệu Hiếu Thành vương chuẩn bị cắt nhường sáu thành cùng lúc theo hòa ước, đại thần Ngu Khanh cho rằng cắt đất cho nước Tần, sẽ chỉ làm Tần càng mạnh thêm, mà nếu không đồng ý cắt đất cầu hoà chỉ khiến nước Triệu diệt vong nhanh hơn. Ngu Khanh đề nghị lấy sáu tòa thành dâng nước Tề, giao hảo với Yên, Hàn, liên hợp với Ngụy, Sở cùng nhau kháng Tần. Triệu Hiếu Thành vương tiếp thu lời đề nghị của Ngu Khanh, trong nước tích cực chuẩn bị để ứng chiến. Tần Chiêu Tương vương sau khi biết được nước Triệu không giữ điều ước cắt sáu thành, ngược lại cùng các nước phía đông liên hợp để đối phó với Tần, nên đã chuẩn bị binh mã để tiến đánh nước Triệu. Bạch Khởi lúc này bị bệnh, không thể dẫn quân chinh chiến. Tần Chiêu Tương vương đến hỏi thăm, Bạch Khởi nói: "Trận Trường Bình, quân Tần đại thắng, quân Triệu đại bại. Nước Tần, đối với những người tử trận đều hậu táng, những kẻ bị thương đều được chữa trị, điều dưỡng tỉ mỉ, những người có công đều được ban cho rượu và lương thực [...] hao tài, tốn của. Nước Triệu kẻ chiến tử không cần phải khâm liệm, không cần phải chữa trị cho người bị thương, quân dân khóc lóc [tang thương], đồng tâm hiệp lực khôi phục sản xuất. Dù cho bây giờ đại vương cử binh lực đông gấp 3 lần trước kia, nhưng thần đoán trước là lực lượng phòng vệ nước Triệu còn đông gấp 10 trước kia. Nước Triệu kể từ sau trận Trường Bình, quân thần đều ưu sầu sợ hãi, thiết triều sớm, bãi triều muộn, [người người] đều dùng ngôn từ khiêm tốn, phái sứ giả đi tứ phương tặng những món quà quý giá, cùng Yên, Ngụy, Tề, Sở kết làm hữu hảo liên bang. Bọn hắn trăm phương ngàn kế, đồng tâm đồng đức, tận sức tại phòng bị nước Tần [ta] xâm phạm. Hiện tại nước Triệu tài lực phong phú, lại cộng thêm những thành công trên mặt ngoại giao, thời điểm này không thể tiến đánh nước Triệu."
Tần Chiêu Tương vương không nghe theo lời khuyên của Bạch Khởi, năm 258 TCN phái Ngũ đại phu Vương Lăng tiến đánh thành Hàm Đan. Nhân dân nước Triệu phấn khởi phản kháng, quân Tần đánh mãi không có lấy một thành quả nào. Lúc đó, Bạch Khởi đã bình phục, vua Tần liền phái Phạm Thư tới gặp Bạch Khởi, nói rằng: "Năm đó nước Sở đất vuông 5.000 dặm, trăm vạn chiến sĩ. Ngài dẫn quân đội mấy vạn người tiến đánh nước Sở, hạ được kinh đô nước Sở, thiêu hủy tông miếu của bọn họ, đánh tới tận Cánh Lăng ở phía đông. Người Sở kinh động, phải dời đô chạy về phía đông mà không dám hướng về phía tây mà chống cự. Hàn, Ngụy hai nước huy động quân đông, mà ngài thống lĩnh một đội quân không đông bằng một nửa liên quân Hàn, Ngụy. Cùng bọn chúng đại chiến ở Y Khuyết, đánh bại liên quân Hàn, Ngụy. Hiện tại, quân Triệu mười phần thì đã chết ở Trường Bình tới bảy, tám phần. Nước Triệu đã suy yếu, hy vọng ngày có thể lãnh binh xuất chiến, nhất định có thể tiêu diệt được nước Triệu. Ngài lấy ít địch nhiều, đều thu được toàn thắng, huống chi hiện tại là lấy nhiều đánh ít, tấn công kẻ yếu hơn mình nhiều?" Bạch Khởi đáp lại: "Năm đó Sở vương ỷ nước mình hùng mạnh, không để ý tới quốc chính, đám đại thần ghen ghét tranh công, tự cao tự ngạo, nội bộ bách tính lục đục, thành trì cũng không được tu sửa, cho nên ta mới có thể lãnh binh xâm nhập nước Sở, chiếm được rất nhiều thành trì, lập nên công trạng. Tại trận Y Khuyết, Hàn Ngụy hai nước không hỗ trợ lẫn nhau, không đồng tâm hiệp lực, nên ta mới có cơ hội tập trập quân tinh nhuệ, xuất kỳ bất ý tấn công quân Ngụy. Quân Ngụy đã chiến bại, quân Hàn tự nhiên hỗn loạn, ta sau đó thừa thắng xông lên thu được thắng lợi. Nước Tần sau khi đánh bại quân Triệu ở Trường Bình, không thừa dịp nước Triệu đang khủng hoảng mà tiêu diệt đi, ngược lại để vuột mất cơ hội tốt, giúp cho nước Triệu có được thời gian nghỉ ngơi hồi sức, khôi phục quốc lực. Hiện tại quân dân nước Triệu trên dưới một lòng, trên dưới hiệp lực. Nếu như ta đánh Triệu, Triệu nhất định liều chết cố thủ; nếu như ta nhắm quân Triệu mà khiêu chiến, bọn chúng nhất định không xuất chiến; vây thành Hàm Đan thì không thể thắng được; tấn công các thành khác của nước Triệu thì không thể chiếm được; Cướp bóc vùng quê của Triệu, chắc chắn sẽ chẳng thu hoạch được gì. Nếu nước ta xuất binh đánh Triệu mà không dành được chiến công nào, chư hầu chắc chắn sẽ một lòng kháng Tần cứu Triệu. Nước Triệu nhất định sẽ được chư hầu viện trợ. Tiến đánh nước Triệu, ta chỉ thấy được sự nguy hại, không thấy có lợi chỗ nào." Bạch Khởi cáo bệnh nặng, không dậy nổi.

### Cái chết
Phạm Thư đem chuyện Bạch Khởi bẩm tấu lên Tần Chiêu Tương vương, thế nào cũng phải cử Vũ An quân làm tướng. Vua Tần nghe xong, nổi giận nói: "Không có Bạch Khởi thì ta không diệt được Triệu hay sao?" Sau đó, Chiêu Tương vương lệnh cho Vương Hột thay Vương Lăng tấn công nước Triệu, lại lệnh cho Trịnh An Bình dẫn 2 vạn quân tiếp viện. Quân Tần vây thành Hàm Đan 8 tới 9 tháng, thương vong rất nhiều nhưng không thể hạ được thành. Nước Triệu không ngừng phái khinh binh tinh nhuệ tập kích đường lui của quân Tần. Trịnh An Bình cũng bởi vì lọt vào vòng vây của quân Triệu mà phải đầu hàng quân Triệu. Kể từ khi Tần thực thi Thương Ưởng biến pháp, đây là lần đầu tiên quân Tần đầu hàng quân địch. Công tử nước Sở là Xuân Thân quân cùng công tử nước Nguỵ là Tín Lăng quân dẫn mấy chục vạn binh sĩ cứu viện nước Triệu, nước Tần phải hứng chịu tổn thất nhân sự rất lớn. Sau khi biết tin quân Tần bại trận, Bạch Khởi nói: "Tần vương không nghe lời ta, tình hình giờ sao rồi?" Phạm Thư nhân thể tâu với Tần Chiêu Tương vương, thế nào cũng phải cử Vũ An quân làm tướng. Tần Chiêu Tương vương nghe xong, giận dữ, đích thân đến ép Bạch Khởi nhậm chức. Bạch Khởi dập đầu trước mặt vua Tần và nói: "Thần biết nếu xuất chiến không dành được thắng lợi, nhưng có thể tránh được tội; nếu thần không ra trận, thần sẽ không có tội nhưng chắc chắn sẽ bị xử tử. Hy vọng đại vương chấp nhận lời đề nghị của ta, từ bỏ ý định đánh Triệu, ở lại trong nước nghỉ ngơi dưỡng sức, chờ đợi nội bộ chư hầu sinh biến rồi mới diệt từng nước một." Vua Tần nghe xong, quay người mà đi.
Vua Tần hạ lệnh thu hồi mọi chức tước của Bạch Khởi, giáng xuống làm Sĩ tốt, lệnh phải rời khỏi thành Hàm Dương đày đi Âm Mật (nay là Bách Lý Hương, huyện Linh Đài). Tuy nhiên, do Bạch Khởi bị bệnh nên đã không thể lập tức khởi hành. Ba tháng trôi qua, tin tức quân Tần chiến bại cứ theo nhau mà đến, Tần Chiêu Tương vương càng thêm phẫn nộ, bèn sai người trục xuất Bạch Khởi. Ông than rằng: "Phạm Lãi có nói: "Con thỏ khôn đã chết, con chó săn tất bị mổ". Ta vì Tần đánh hạ được hơn bảy mươi thành của chư hầu, cái thế tất phải bị mổ!", rồi rời khỏi Hàm Dương từ cửa Tây, đi được mười dặm đường thì đến Đỗ Bưu (đông bắc thành phố Hàm Dương, Thiểm Tây ngày nay). Lúc này Phạm Thư tâu lên vua Tần rằng: "Bạch Khởi ra đi, trong lòng tấm tức không phục, thốt ra nhiều lời oán giận, nói có bệnh, không phải là thật, sợ rằng sẽ đi sang nước khác để làm hại Tần!" Thế là Tần Chiêu Tương vương bèn sai sứ đưa cho Bạch Khởi một thanh kiếm sắc, lệnh cho ông phải tự tử. Bạch Khởi ngửa mặt lên trời thở dài nói: "Ta đã làm cái quái gì để có được kết cục như vậy?" Một lát sau nói: "Ta cũng đáng chết thôi. Ở Trường Bình 40 vạn quân Triệu đều đầu hàng, ta lại lừa dối chúng rồi giết hết cả đi. Chúng nó có tội gì mà lại phải bị giết như thế? Bây giờ chính là quả báo của ta chăng?" Bạch Khởi lấy kiếm đâm cổ tự vẫn. Chiến Quốc sách ghi là lúc Bạch Khởi rời đi Hàm Dương được bảy dặm, thị bị Tần Chiêu Tương vương phái sứ giả đến ép thắt cổ tự tử. Bạch Khởi và phó tướng Tư Mã Cận đều được ban chết. Năm đó, Bạch Khởi 75 tuổi.

### Sau khi chết
Sau khi Bạch Khởi được vua Tần ban cho cái chết, các nước chư hầu đều nâng chén ăn mừng. Người nước Tần nghĩ Bạch Khởi có công không có tội mà phải chết, tại các thành thị lớn nhỏ đều có lập đền thờ thờ phụng ông, bao gồm Tu kiến từ đường ở Hàm Dương. Đến khi Tần Thủy Hoàng đăng cơ, sau khi nhớ lại những chiến công của Bạch Khởi, đã phong cho con trai Bạch Trọng đất ở Thái Nguyên. Cũng chính vì điều này mà con cháu thế hệ sau của Bạch Khởi đều là người Thái Nguyên.

## Nhận định

### Công trạng
Bạch Khởi xông pha trận mạc gần 60 năm, nắm quân quyền nước Tần suốt 37 năm, hầu như đánh đâu thắng đó, trước sau đánh phá 4 nước chư hầu, quân Tần do ông chỉ huy đã giết gần 100 vạn quân địch (thực tế phải hơn do con số này chưa tính cả dân thường bị liên lụy, có thuyết cho rằng quân của Bạch Khởi đã giết hơn 200 vạn người), hạ hơn 73 thành, mở rộng hơn trăm dặm đất đai cho nước Tần, làm suy yếu hoàn toàn Tam Tấn và khiến nước Sở từ chỗ ngang hàng với Tần bị đặt vào thế yếu hơn, luôn phải ở tư thế phòng ngự. Chiến công của Bạch Khởi đã làm tiêu hao lực lượng chiến đấu của các nước mạnh nhất thời đó như Triệu và Sở, đưa nước Tần trở thành nước bá chủ thời Chiến Quốc, khởi đầu cho việc thôn tính hoàn toàn 6 nước chư hầu của nước Tần, đi đến thống nhất Trung Hoa.

### Tài năng
Bạch Khởi được các sử gia Trung Quốc đánh giá là một trong những tướng lĩnh xuất sắc nhất trong lịch sử Trung Quốc, luôn đứng đầu trong hàng ngũ các đại danh tướng. Trong khi các tướng lĩnh thời đó luôn khi ra trận luôn đặt nặng binh pháp, điển hình như Triệu Quát, Bạch Khởi lại dùng binh không theo sách. Điển hình như trong trận Trường Bình, quân Tần do ông chỉ huy tuy ít hơn nhưng lại vây ngặt nghèo quân Triệu đông hơn, thậm chí vây không để hở. Những điều trên đều đi ngược lại với những gì Tôn Vũ viết trong binh pháp, thế nhưng Bạch Khởi đã cầm quân thì đã đánh là thắng, không gì ngăn nổi. Điều này cũng khẳng định tài năng quân sự phi thường của Bạch Khởi và xuyên suốt lịch sử Trung Quốc hầu như rất ít tướng lĩnh nào có những tố chất như ông. Tuy nhiên trong các danh tướng đời sau chỉ có một người duy nhất có thể so sánh với Bạch Khởi là Hoài Âm hầu Hàn Tín, đứng đầu trong Hán Sơ tam kiệt, vị danh tướng bách chiến bách thắng đã đánh bại được Hạng Vũ và các chư hầu, một tay đem lại cơ đồ cho nhà Hán. Cả hai vị danh tướng này đều có điểm chung là sau khi công thành danh toại thì đều bị chủ giết hại.

### Tính cách
Bạch Khởi tuy vô địch trên chiến trường nhưng quá bộc trực thẳng tính, đã xúc phạm đến Tần Chiêu Tương Vương, người lúc này đã già có tính khí thất thường và mất đi sự kiên nhẫn, chỉ muốn nhanh chóng thành đại nghiệp. Một khuyết điểm nữa là Bạch Khởi quá hiếu sát, trong các chiến dịch do ông chỉ huy hầu như quân địch không có người sống sót trở về, thậm chí là một ngày giết mấy mươi vạn người như trong trận Y Khuyết, trận Yên Dĩnh, trận Trường Bình. Cuối cùng ông bị gièm pha, vua Tần bắt ông phải chết, có thể coi là báo ứng. Tương truyền về sau vào khoảng cuối đời nhà Đường, sấm sét đánh chết một con trâu, dưới bụng trâu có hai chữ "Bạch Khởi". Người ta nói Bạch Khởi vì giết người nhiều quá, nên gần 1.000 năm sau vẫn còn phải chịu cái quả báo làm kiếp trâu bị sét đánh.

## Trong trò chơi điện tử
Bạch Khởi xuất hiện trong dòng game Romance of the Three Kingdoms của Koei như một tướng ẩn. Trong game muốn có được Bạch Khởi người chơi phải hoàn thành một số nhiệm vụ nhất định. Bạch Khởi vì danh tiếng bách chiến bách thắng của mình nên được Koei cho là một trong hai tướng có chỉ số Thống soái cao nhất là 100, người còn lại là Hàn Tín.